# ウームフ!
ウームフ!（Oomph!）は、ドイツ出身のインダストリアル・バンド。
HR/HMとインダストリアル・サウンドや電子音楽を融合したドイツ発祥の音楽、「ノイエ・ドイチェ・ヘァテ」を確立した先駆者として知られている。

## 略歴・概要
1989年、幼馴染だったデロとクラップにフルクスが合流し、ヴォルフスブルクで結成。ブラウンシュヴァイクなどを拠点に活動を始める。
1992年、『Oomph!』でアルバムデビュー。以降、インダストリアル・ロックなどにヘヴィメタルサウンドをミクスチャーした電子音楽の「ノイエ・ドイチェ・ヘァテ」を展開。同国の「ラムシュタイン」と並び、同ジャンルの先駆者として評価される。
2000年代からは、ゴシックメタルやオルタナティヴ・ロックにも幅を広げて活動。
2015年、結成25周年記念アルバム『XXV』をリリースし、ワールドツアーを開催。
2022年、ボーカルのデロが脱退。

## メンバー

### 現ラインナップ
- デロ (Dero Goi) - ボーカル/ドラムス ( 1989–2021  )
- クラップ (Andreas Crap) - リードギター/キーボード (1989- )
- フルクス (Robert Flux) - リズムギター/ベース/サンプリング (1989- )

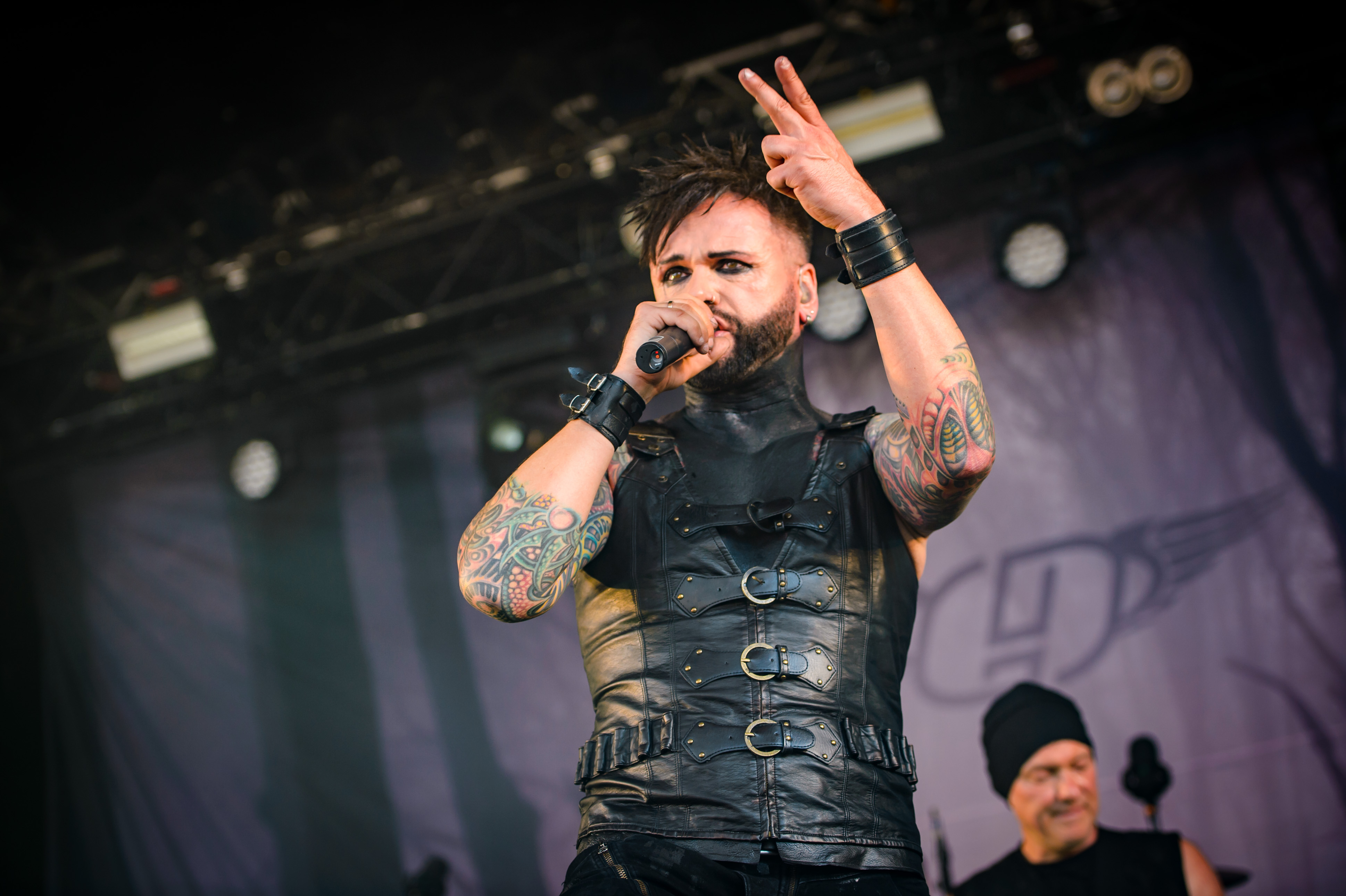
デロ(Vo) 2018年
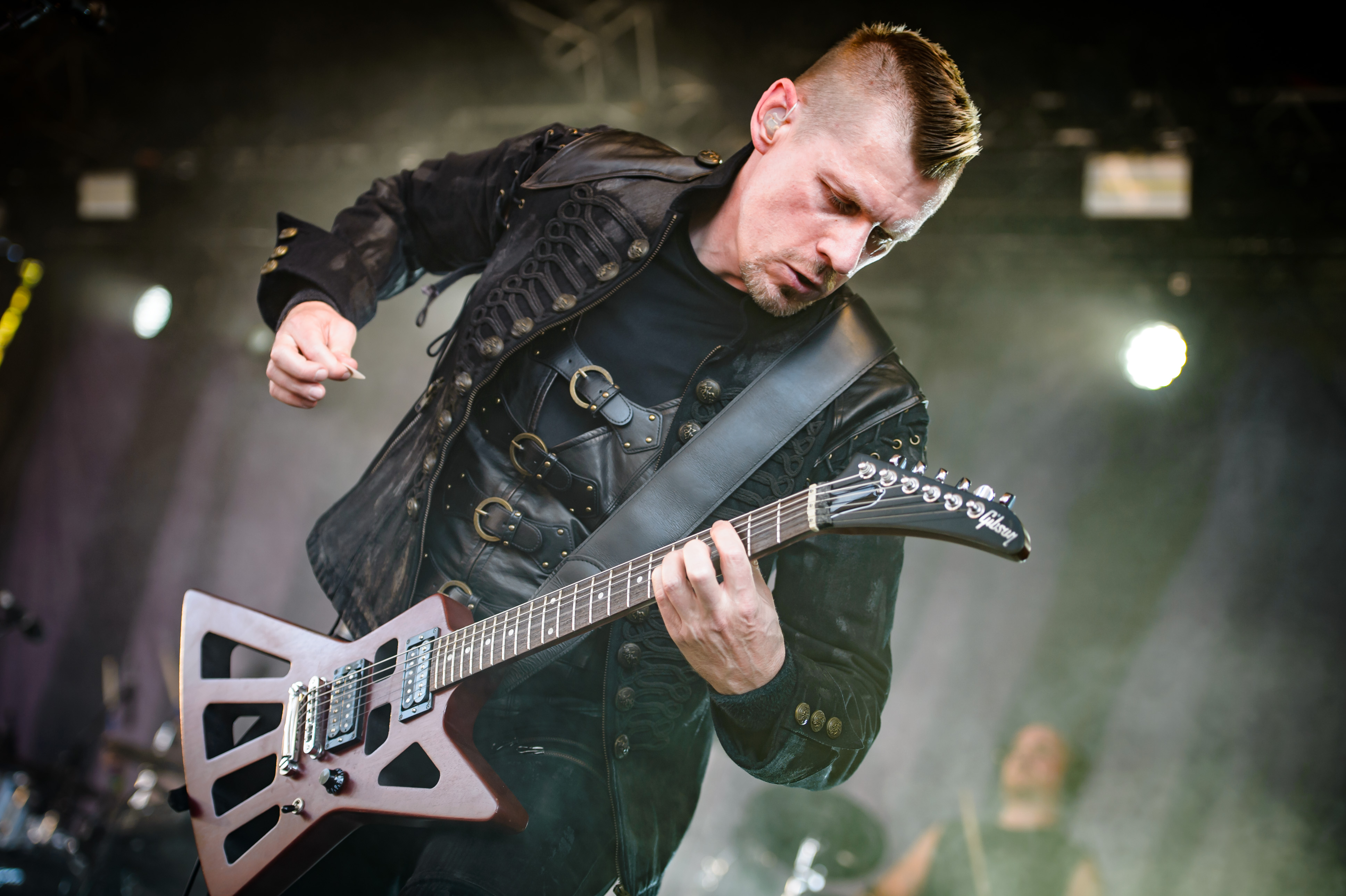
クラップ(G) 2018年
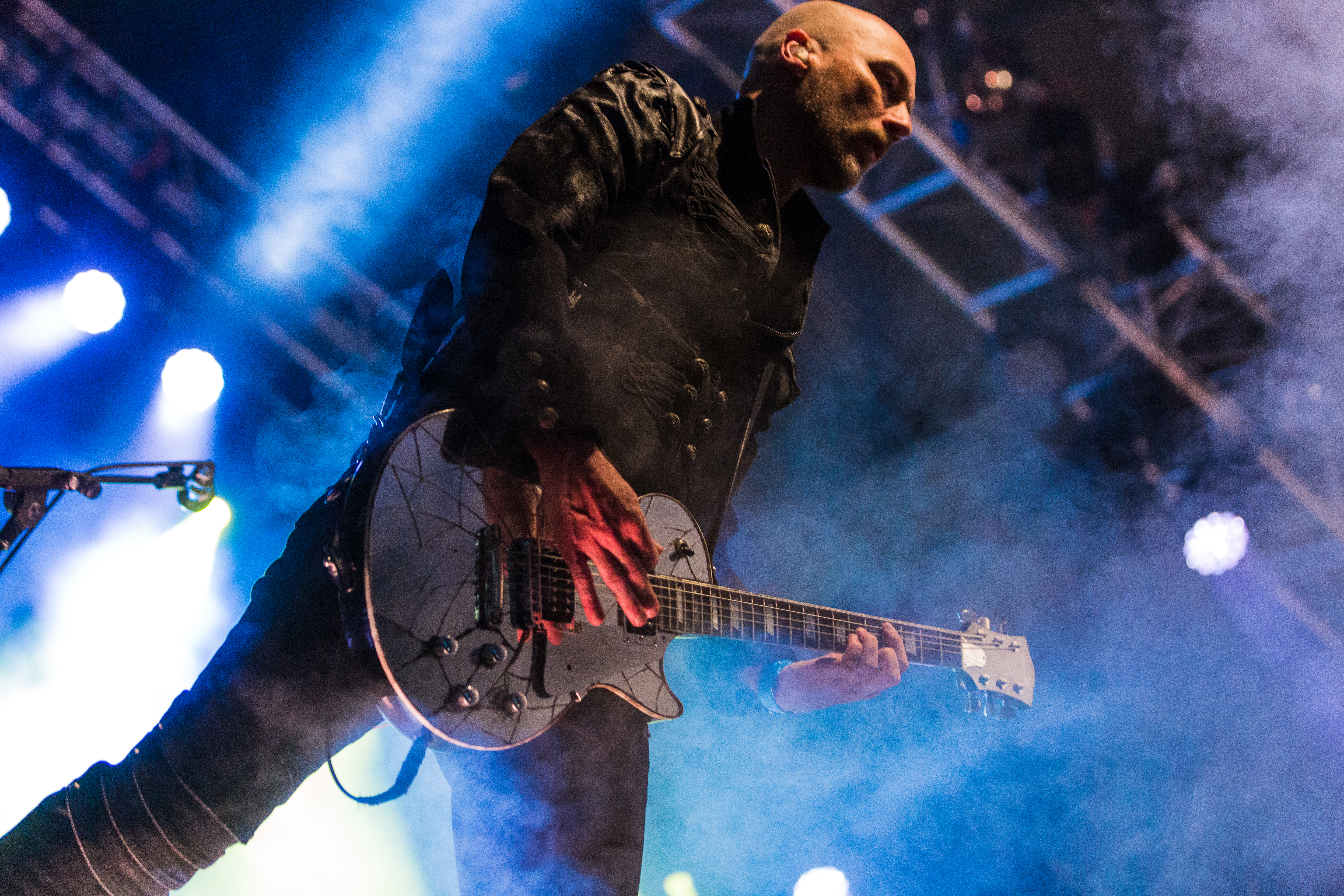
フルクス(G) 2018年

### サポートメンバー
- ハーゲン (Hagen Godicke) - ベース (2002- )
- オークサ (Okusa (Patrik Lange)) - ドラムス (2012- )
- シルヴェストリ (Silvestri (Michael Merkert)) - ドラムス (2012-2013, 2015- )
- フェリックス (Felix) - キーボード (2016- )

## ディスコグラフィー

### アルバム
- Oomph! (1992)
- Sperm (1994)
- Defekt (1995)
- Wunschkind (1996)
- 1991-1996 the Early Works (Best Of) (1998)
- Unrein (1998)
- Plastik (1999)
- Ego (2001)
- Wahrheit oder Pflicht (2004)
- GlaubeLiebeTod (2006)
- Delikatessen (Best of) (2006)
- Monster (2008)
- Truth or Dare (English cover) (2010)
- Des Wahnsinns fette Beute (2012)
- XXV (2015)
- Ritual (2019)